# София Маринкова
София Маринкова е българска актриса.

## Биография
София Маринкова е родена на 9 февруари 1991 г. в град Търговище.
Завършва паралелката по изобразително изкуство във II СОУ „Професор Никола Маринов“, след което следва актьорско майсторство за драматичен театър в НАТФИЗ „Кръстьо Сарафов“. Влиза в класа на Веселин Ранков. По-късно, с помощта на съпруга си Христо Терзиев, се прехвърля в класа на професор Стефан Данаилов и завършва през 2016 г.
Докато е във втори курс, Маринкова се явява на кастинг за сериала „Женени с деца в България“. Избрана е да играе дъщерята на Бикови, заради което от брюнетка става блондинка.
От 2016 до около 2021 г. е на щат в „Театър София“, където играе в постановките „Женитба“, „Пипи“, „Малката морска сирена“, „Питър Пан“, „Анна Каренина“ и „Закачане“.

## Филмография
- „Женени с деца в България“ (2012) – Сиси Бикова; дъщеря на Жоро и Цвети, сестра на Боби, ученичка, съседка на сем. Николови
- „Виолета, Жоро и аз“ (2012) – Виолета
- „Столичани в повече“ (2015 – 2016) – Стефи
- „Можеш ли да убиваш“ (2019) – Румяна
- „Пътят на честта“ (2019) – Жаклин
- „All Inclusive“ (2020) – Елена